# Camille Barrère
Camille Barrère (La Charité-sur-Loire, 23 novembre 1851 – Parigi, 7 ottobre 1940) è stato un diplomatico francese.

## Biografia
Ex comunardo, in seguito giornalista, entrò in diplomazia per volontà dei diversi governi della Terza Repubblica francese di ampliare la base sociale di questo corpo fino ad allora riservato essenzialmente all'aristocrazia o all'alta borghesia (come nel caso dei fratelli Jules e Paul Cambon).
Barrère fu ambasciatore del governo francese a Roma dal 1897 al 1924. Favorì la firma di un trattato di commercio tra la Francia e l'Italia ed elaborò un "regolamento cordiale" sul contenzioso coloniale in Libia. 
Agì per mantenere l'Italia neutrale nel settembre 1914 fino a condurla all'alleanza con l'Intesa franco-britannica nel 1915.
Del frutto del suo operato Guglielmo II di Germania scrisse nel suo diario, nel settembre 1914: "I nostri alleati si staccano da noi come delle mele marce...".
Come ambasciatore a Roma, il 12 giugno 1924 avrebbe ricevuto confidenze dirette di Mussolini sul delitto Matteotti, poco dopo l'accaduto.
Nel 1926 fu eletto membro dell'Académie des sciences morales et politiques.